# Gorge profonde (film)
Pour les articles homonymes, voir Gorge profonde.
Pour plus de détails, voir Fiche technique et Distribution.
Gorge profonde (Deep Throat) est un film pornographique américain de 1972, écrit et réalisé par Gerard Damiano (crédité sous le nom de « Jerry Gerard »), produit par Louis Peraino (« Lou Perry ») et mettant en vedette Linda Lovelace (pseudonyme de Linda Susan Boreman).
C'est l'un des premiers films pornographiques à comprendre un scénario, un développement des personnages et des normes de production relativement élevées. 
Gorge profonde devient même un succès public et lance l'ère du porno chic bien que le film soit interdit dans certaines régions et soit l'objet de procès pour obscénité.

## Synopsis
Une jeune femme, Linda, consulte un médecin pour lui faire part de ses difficultés à atteindre l'orgasme lors des rapports sexuels. Après examen gynécologique, celui-ci l’informe que sa frigidité s’explique par le fait que son clitoris n’est pas localisé là où il devrait être mais au fond de sa gorge,. 
Dès lors, le remède qu'il prescrit est simple puisqu'il lui suffirait d'avoir des rapports buccaux en suçant toute la longueur d'un sexe masculin pour atteindre la satisfaction ultime. Et il s’empresse de le lui démontrer en lui donnant son propre organe à sucer. 
Reconnaissante, Linda se propose pour être sa compagne mais le docteur refuse, car il est déjà fiancé à sa propre infirmière. Il lui offre toutefois un rôle de thérapeute auprès de ses patients, incluant la fellation, la pénétration vaginale et la sodomie. 
Le film s'achève alors que Linda est en visite chez l'un de ses patients, un godemichet en verre dans le vagin,  tandis que la bande-son joue I'd Like To Teach the World To Screw, parodie d'un jingle célèbre de l'entreprise Coca-Cola.

## Fiche technique
- Titre : Gorge profonde
- Titre original : Deep Throat
- Réalisation et scénario : Gerard Damiano
- Producteur : Louis Peraino - Arrow Productions
- Budget : 22 500 $ + 25 000 $ pour la musique
- Recette : 600 000 000 $ revendiqués (entre 30 000 000 $ et 50 000 000 $ clairement confirmés)[4]
- Langue : anglais
- Durée : 61 minutes
- Sortie :
  - États-Unis : 12 juin 1972
  - France : 24 septembre 1975

## Distribution
- Linda Lovelace : Linda
- Harry Reems : Docteur Young
- Dolly Sharp : Helen
- Bill Harrison : M. Maltz
- William Love : Wilbur Wang
- Carol Connors (en) : l'infirmière
- Bob Phillips : M. Fenster
- Ted Street : le livreur
- Jack Byron : le voisin
- Michael Powers
- Gerard Damiano

## Bande son
La bande son originale est composée en 1972. L'album contient deux pistes instrumentales, ainsi que des petits extraits de dialogues du film (ceux indiqués par des guillemets ci-dessous). Tous les artistes sont inconnus.
1. Introducing Linda Lovelace
2. « Mind if I smoke while you're eating ? »
3. Blowing' Bubbles
4. « A Lot of little tingles »
5. Love Is Strange
6. « A joint like you... »
7. « You have no tinkler ! »
8. Deep Throat
9. « I wanna be your slave »
10. « My love is like a big blonde afro (Jah-ron-o-mo) »
11. Nurse Lovelace
12. I'd Like To Teach You All To Screw (It's The Real Thing)
13. Nurse About the House
14. « I got Blue Cross »
15. Old Dr. Young
16. Masked Marvel

## Commentaires
Gorge profonde fut à l'origine d'un scandale, en 1972, qui propulsa sa vedette, Linda Lovelace, au premier plan de l'actualité en la consacrant comme première star de ce genre controversé. 
Tourné en six jours à Miami et destiné à l'origine à une diffusion confidentielle sous le manteau, ce film n'avait coûté que 25 000 dollars à produire. Toutefois, au cours de ses trente ans d'exploitation, le FBI estima qu'il avait rapporté plus de 600 millions de dollars (dont 100 millions en argent comptant) ce qui le place parmi les plus grandes réussites de l'industrie cinématographique américaine.
Une avant-première a lieu le 12 juin 1972 dans le quartier de Times Square, à New York. Dans le pays, des municipalités lancent des actions en justice anti-obscénité contre les salles qui diffusent le film, en faisant par contrecoup la publicité. Des files se forment devant les cinémas et des célébrités comptent parmi les spectateurs, comme Jackie Onassis et Sammy Davis, Jr..
Par son concept provocateur mettant en image une fellation profonde, et grâce à son humour distancié, ce film participa à la destruction de nombreux tabous et initia une mode du « porno chic » qui contribua à une libération des mœurs aux États-Unis.
Gorge profonde a été un des premiers films pornographiques à obtenir une audience débordant les salles pornographiques. Il a défié les lois américaines sur l'obscénité et a été présenté dans des salles de cinéma « ordinaires ».
Preuve de l'évolution des mentalités, et qu'est révolue l'époque où Bob Hope se vantait d'avoir parlé de Deep throat à la TV (il avait osé dire : « Mais oui, je suis allé le voir, je croyais que c'était un documentaire sur la vie des girafes… ») : le titre s'est banalisé, et fut même utilisé pour désigner un personnage d'X Files (en référence à l'affaire du Watergate, voir plus bas). 

### Polémiques
Le fim suscite une polémique qui n'est sans doute pas près de s'éteindre.

« Les témoignages “explicites” de “hardeurs” ne sont certes pas nouveaux. […] Mais le plus pathétique est sans doute celui de Linda Boreman (1981), alias Linda Lovelace, la star du film culte Deep Throat — Gorge profonde — produit en 1972. Deep Throat est l'histoire d'une femme qui n'arrive pas à obtenir de satisfaction sexuelle, jusqu'à ce qu'un médecin (après examen approfondi) découvre son clitoris enfoui dans le fond de sa gorge. La hardeuse explore au cours de tout le film les “caresses sexuelles buccales”. »

Afin de réussir les fellations du film sans s'étouffer, Linda Lovelace a dû subir un entraînement pour apprendre à avaler entièrement un pénis.
Richard Corliss écrit dans le Time en 2005 un article extensif sur le cinéma porno des années 1970 en général, et sur Gorge profonde en particulier. Selon Corliss, en contraste avec la personnalité extravertie et jubilatoire de l'acteur Harry Reems, l'actrice Linda Boreman (dite Linda Lovelace) était une pauvre fille exploitée non seulement par son mari (pour en faire une attraction, il l'aurait accoutumée à subir l'introduction d'objets dans son arrière-gorge en dominant le réflexe nauséeux), mais aussi par le réalisateur, et plus tard par les ligues féministes qui brandirent ses témoignages. Lors du tournage, d'ailleurs expéditif, le cadreur et l'éclairagiste devaient avoir soin d'occulter, sur le corps de Linda, tant les ecchymoses récentes que les cicatrices des interventions chirurgicales consécutives à ses accidents de voiture… Linda Lovelace mourut d'ailleurs à 53 ans dans un ultime accident de la circulation.

Dans sa biographie intitulée Ordeal (L'Épreuve), Linda Lovelace écrit que son manager et ancien mari Chuck Traynor l'a forcée à exécuter certaines scènes qui ont fait la célébrité du film,. Elle déclare même que : 

« À chaque fois que quelqu'un regarde Gorge Profonde, il me voit en train d'être violée. C'est un crime qui est en train de se dérouler dans ce film ; j'avais un revolver sur la tempe, tout le temps,,. »

## Postérité

### Au cinéma

#### Suites
Devant l'énorme succès du film, un Gorge profonde 2 a vu le jour sous la direction de Joseph W. Sarno en 1974, Gerard Damiano se contentant du poste de producteur exécutif, toujours avec Linda Lovelace et Harry Reems en tête d'affiche.
Puis Gorge Profonde 3 directement en vidéo en 1989 sous la direction de Jérôme Bronson où toute l'équipe des deux premiers volets a disparu, mis à part des archives de Linda Lovelace insérées dans le film. On y trouve notamment des stars du porno comme Peter North ou Aja.
Enfin, trois autres suites virent le jour sur le marché vidéo sous la direction de Ron Jeremy en 1990, 1991, et 1993 dans lesquels Victoria Paris incarne Linda Lovelace.

#### Documentaires et biopic
Le 11 février 2005, un documentaire d'1 h 30 intitulé Inside Deep Throat sort aux États-Unis. Revenant sur l'énorme succès de ce film, ce reportage de Fenton Bailey et Randy Barbato met en exergue l'écart entre les modestes intentions de ses promoteurs et son incroyable impact sur la société américaine. Il sort en France le 27 juillet 2005. On y voit l'écrivain Norman Mailer rappeler qu'au début des années 1970 le porn-shooting s'attribuait une fonction d'émancipation sociale : 

« C'était un monde qui naviguait entre l'art et l'illégalité. C'était l'aventure… »

Un biopic sorti en 2013, Lovelace, retrace l'histoire de l'actrice Linda Lovelace. Elle est interprétée par l'actrice Amanda Seyfried.
Le documentaire Gorge profonde, quand le porno est sorti du ghetto de la réalisatrice Agnès Poirier, diffusé sur Arte en février 2022, revient, de manière contemporaine, sur l'impact du film et son contexte culturel et social.

### Affaires judiciaires

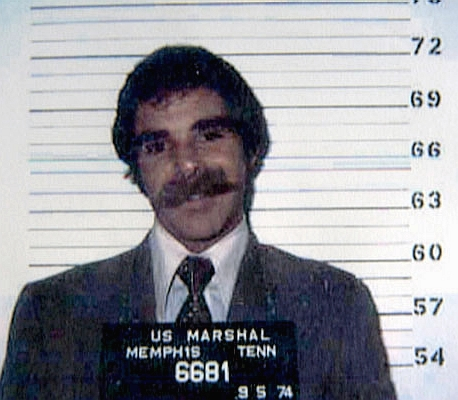
L'acteur Harry Reems.

Après la sortie du film, l'acteur Harry Reems (un nom de scène), qui interprète le docteur dans le film, subit une descente du FBI à son domicile, qui l'arrête en juillet 1974  pour avoir transporté une copie du film entre deux États américains,. Il semble que l’actrice Linda Lovelace et le scénariste et réalisateur Gerard Damiano avaient scellé un accord avec l’accusation, ce qui leur a permis de ne pas être inquiétés. Devenu la vedette d'un procès judiciaire bien malgré lui, Harry Reems est condamné en avril 1976, fait appel, puis voit sa peine annulée en avril 1977. Dans sa défense, il invoque le premier amendement de la Constitution américaine qui garantit la liberté d’expression. Des stars du cinéma américain comme Jack Nicholson ou Warren Beatty le soutiennent. À la suite de cette succession d'épisodes judiciaires, Harry Reems espère pouvoir reprendre son parcours d'acteur tout en bénéficiant de la notoriété acquise par le film mais aussi en tant qu'héros des libertés publiques, à la suite des poursuites dont il a fait l'objet. Mais « il sent le soufre » et les producteurs de cinéma n'en veulent pas dans les films. Il fait alors un retour dans le X dans les années 1980 puis est clochardisé. Il se redresse au début des années 1990 et change de métier, devenant agent immobilier.

### Scandale du Watergate
Le titre du film inspira au journaliste Bob Woodward le surnom de Gorge profonde à Mark Felt son informateur secret, à l'origine du scandale du Watergate : le cambriolage raté du QG démocrate avait eu lieu trois jours avant la sortie du film dans les cinémas de Broadway…
On n'a appris qu'en 2005 qu'il se nommait Mark Felt et était l'ancien no 2 du FBI. Felt est décédé le 18 décembre 2008 dans une maison de retraite de Santa Rosa (Californie) à l'âge de 95 ans.

### Musique
- Dans la chanson When the World is Running Down, You Make the Best of What Still Around de The Police, le chanteur Sting y fait référence.